# Francesco Solano
Francesco Solano FDP, pseudonimy artystyczne: Paolo Illirico, Dushko Vetmo (ur. 18 listopada 1914 we Frascineto, zm. 19 marca 1999 tamże) – włoski poeta, prozaik, naukowiec, orionista oraz duchowny grecko- i rzymsko katolicki, z narodowości Arboresz.
Opracował także podręcznik do nauki języka albańskiego oraz prowadził badania lingwistyczne nad dialektami językami albańskiego używanymi w południowych Włoszech.

## Życiorys
Po ukończeniu szkoły podstawowej w 1927 roku wraz z ojcem przeniósł się z Frascineto do Castrovillari. W wieku 15 lat rozpoczął naukę w L'Istituto Divin Salvatore w Rzymie, uczył się także w Tortonie, Vogherze i Montebello della Battaglia; równocześnie uczył się języków greckiego, łacińskiego, hebrajskiego oraz arabskiego. W roku 1931 rozpoczął nowicjat, a rok później złożył śluby zakonne, stając się członkiem zakonu orionistów; pracował także jako nauczyciel języka łacińskiego oraz greckiego.
23 lutego 1935 roku wyjechał do Argentyny, gdzie w latach 1937–1941 odbył studia teologiczne i w tym samym czasie nauczył się języka japońskiego, a po ukończeniu studiów przyjął święcenia kapłańskie w Claypole; mimo że Solano chciał zostać duchownym w obrządku bizantyjsko-włoskim, jednak ostatecznie przyjął święcenia według obrządku łacińskim. Nawiązał w Argentynie kontakty z ludnością włoską oraz arboreską oraz założył wydawane w językach hiszpańskim i albańskim czasopismo Vija i Arbëria, którego był redaktorem; zaczął się także uczyć języków perskiego, angielskiego, niemieckiego oraz francuskiego. Po śmierci założyciela zakonu Alojzego Orione w 1940 roku, Francesco Solano był w konflikcie wraz z innymi orionistami, w konsekwencji wszystkie misje religijne z jego udziałem zostały odwołane. W tym samym czasie zajął się pisaniem wierszy w języku albańskim, w 1946 roku opublikował swój pierwszy utwór pod tytułem Bubuqe t’egra; działalność pisarską prowadził początkowo pod pseudonimem Paolo Illirico, następnie jako Dushko Vetmo.
W marcu 1951 roku poprosił o eksklaustrację, którą uzyskał na okres 6 miesięcy. Przybył wówczas do Włoch, gdzie poprosił biskupa eparchii Lungro degli Italo-Albanesi Giovanniego Mele o zwrócenie się do Dykasterii ds. Kościołów Wschodnich w kwestii rozwiązania sytuacji związanej z obrządkami; dykasteria wydała reskrypt upoważniający Francesco Solano do sprawowania posługi duszpasterskiej zarówno w obrządku bizantyjsko-włoskim, jak i łacińskim. Z eksklaustracji Solano skorzystał także w maju 1954 roku w celu spędzenia jednego roku w Europie, a po powrocie do Argentyny pełnił funkcję zastępcy proboszcza w Maipú.
20 sierpnia 1955 roku po raz trzeci udzielono mu eksklautracji, w ramach której zezwolono mu na powrót do Włoch z powodu poważnego stanu zdrowia swojego ojca. Powrócił do Frascineto i podjął decyzję, by nie wracać do Argentyny. W marcu 1956 Dykasteria ds. Kościołów Wschodnich postanowiła o ostatecznym przywróceniu Solano do obrządku bizantyjsko-włoskiego, a 5 lutego 1957 roku został mianowany proboszczem i archiprezbiterem Frascineto; pracował także jako wykładowca w seminarium w San Basile.
W 1975 roku założył katedrę Języka i Literatury Albańskiej na Uniwersytecie w Kalabrii, którą kierował do 1990 roku; wówczas nawiązał współpracę z katedrą Albanistyki Uniwersytetu w Palermo. Zmarł dnia 19 marca 1999 roku we Frascineto .

## Twórczość[2]
- Bijtë e Dodonës
- E po hëna
- Shkretëtira prej gurit
- Dhaskal Mitri
- Tregimet e lëmit
- Burbuqe t´egra (1946)[1]
- Te praku (1977)

## Odznaczenia i tytuły
W 1991 został uhonorowany Orderem Naima Frashëriego I Klasy.
W 2000 roku Francesco Solano otrzymał pośmiertnie tytuł doktora honoris causa Uniwersytetu Tirańskiego.

## Życie prywatne
Syn Anny Marii Grisolii oraz Luigina Solano; matka zmarła w 1920 roku, a ojciec rok później poślubił pochodzącą z Castrovillari Giulię Gesualdi.